# Хорьков, Анатолий Герасимович
Анатолий Герасимович Хорьков (род. 10 февраля 1937, Москва — 17 января 2021, Москва) — журналист, редактор, военный историк, публицист, генерал-майор. Заслуженный деятель науки Российской Федерации. Доктор исторических наук.

## Биография
Родился 10 февраля 1937 года в городе Москва.
По окончании Ярославского общевойскового военного училища проходил службу в Белорусском военном округе.
В 1965 году окончил Военную академию имени М. В. Фрунзе, служил на командно-штабных должностях в Закавказском военном округе.
В 1981 году окончил Военную академию Генерального штаба, где был оставлен на преподавательской работе; с ноября 1985 года начальник военно-исторического направления Военно-научного управления Генерального штаба.
С июня 1986 по июнь 1988 года главный редактор «Военно-исторического журнала», затем заместитель начальника Института военной истории.
В 1993 году уволен в запас.
В последние годы жизни работал заместителем директора Института политического и военного анализа, возглавлял совет ветеранов «Военно-исторического журнала», проводил большую военно-патриотическую работу по линии Московского городского совета ветеранов.
Умер 17 января 2021 года, похоронен на Федеральном военном мемориальном кладбище.

## Звания
- Генерал-майор

## Награды и звания
- Орден Красной Звезды
- Орден «За службу Родине в Вооружённых силах СССР» III степени
- Медаль «За воинскую доблесть»
- Заслуженный деятель науки Российской Федерации (1992)[2].

## Основные работы

### Монографии
- Хорьков А.Г. Военно-политические итоги Великой Отечественной войны : (К 40-летию Победы сов. народа в Великой Отеч. войне 1941-1945 гг.). — М.: Знание, 1984. — 45 с. — ISBN 5-203-01186-9.
- Хорьков А.Г. Грозовой июнь: трагедия и подвиг войск приграничных военных округов в начальном периоде Великой Отечественной войны. — М.: Воениздат, 1991. — 240 с.

### Статьи
- Хорьков, А.Г. Воевал не числом, а умением // Военная мысль. — 1983. — Июнь (№ 6). — С. 34. — ISSN 0236-2058.
- Хорьков, А.Г. К вопросу о начальном периоде войны // Военная мысль. — 1984. — Август (№ 8). — С. 25. — ISSN 0236-2058.
- Хорьков, А.Г. К вопросу об угрожаемом периоде // Военная мысль. — 1986. — Март (№ 3). — С. 18. — ISSN 0236-2058.
- Хорьков, А.Г. От обороны к стратегическому контрнаступлению // Военная мысль. — 1987. — Ноябрь (№ 11). — С. 25. — ISSN 0236-2058.
- Хорьков, А.Г. Контрнаступление: опыт подготовки и ведения // Военная мысль. — 1988. — Октябрь (№ 10). — С. 12. — ISSN 0236-2058.
- Хорьков, А.Г. Исторический опыт в развитии военной науки // Военная мысль. — 1990. — Июнь (№ 6). — С. 28. — ISSN 0236-2058.
- Хорьков, А.Г. К вопросу о военнопленных // Военная мысль. — 1991. — Июнь (№ 6). — С. 26. — ISSN 0236-2058.